# جاك بينيت
جاك بينيت (بالإنجليزية: Jack Bennett)‏ هو لاعب كرة قدم أسترالية أسترالي، ولد في 13 فبراير 1910، وتوفي في 17 مايو 1975.

## وصلات خارجية
- جاك بينيت على موقع AustralianFootball.com (الإنجليزية)
- جاك بينيت على موقع AFLtables.com (الإنجليزية)